# Algimantas Butnorius
Algimantas Butnorius (ur. 20 listopada 1946 w Kownie, zm. 30 października 2017) – litewski szachista, reprezentant Monako od 2014, arcymistrz od 2007 roku.

## Kariera szachowa
W 1967 r. jedyny raz w swojej karierze wystąpił w finale indywidualnych mistrzostw Związku Radzieckiego, zajmując w Charkowie 58. miejsce w stawce 126 zawodników (mistrzostwa rozegrano systemem szwajcarskim). Poza tym wielokrotnie brał udział w turniejach o drużynowe mistrzostwo Związku Radzieckiego. Wiele razy startował w finałach mistrzostw Litwy, dziesięciokrotnie złote medale zdobywając, w latach: 1967, 1968, 1970, 1972, 1973, 1975, 1976, 1980, 1982 i 1993.
W turniejach międzynarodowych zaczął startować w połowie lat 80. XX wieku. W 1989 podzielił III m. (za Uwe Bönschem i Sandorem Videki) w Szekszárdzie, w 1991 podzielił I m. w Brnie, natomiast w 1995 triumfował w Szawlach oraz zajął III m. w Radziwiliszkach. W 1999 odniósł kolejny sukces, zwyciężając w Kownie. W 2002 zajął I miejsce w Budapeszcie (turniej First Saturday GM04) oraz podzielił I m. w Birsztanach. W 2004 zwyciężył (wraz z Šarūnasem Šulskisem i Gediminasem Sarakauskasem) w Połądze.
Największe sukcesy w karierze osiągnął w roku 2007: w Gmunden zdobył tytuł mistrza świata "weteranów", czyli zawodników powyżej 60. roku życia (za to osiągnięcie Międzynarodowa Federacja Szachowa przyznała mu tytuł arcymistrza), natomiast w Hockenheim – tytuł wicemistrza Europy w tej samej kategorii wiekowej. W 2009 r. zdobył w Rogaškiej Slatinie drugi w karierze tytuł wicemistrza Europy "weteranów".
W latach 2000, 2004 i 2006 trzykrotnie reprezentował barwy swojego kraju na szachowych olimpiadach, natomiast w 1999 i 2003 roku dwukrotnie wystąpił w drużynowych mistrzostwach Europy.